# Étoile de France (rose)
ʽÉtoile de France’ est un cultivar de rosier obtenu en 1903 par le rosiériste lyonnais Joseph Pernet-Ducher et mis au commerce en 1904; et en 1905 à l'étranger. Il est issu d'un croisement 'Madame Abel Chatenay' (Pernet-Ducher, 1894) × 'Fisher Holmes' (Verdier fils, 1865). Ce rosier très apprécié  au début du XXe siècle est peu référencé aujourd'hui.

## Description
Cette variété d'hybride de thé présente un petit buisson érigé au feuillage cuivré, pouvant atteindre de 80 cm à 110 cm. Ses rameaux possèdent des épines crochues. Ses fleurs sont rouge foncé au cœur parfois plus pâle. Elles sont de moyennes à grosses, très pleines (26-40 pétales), en forme de coupe, fleurissant plutôt en solitaire. La floraison est remontante. Sa floribondité est généreuse. Son coloris, venu de son parent 'Fisher & Holmes', a été remarqué dès le début pour son caractère éclatant et velouté.  Cette rose est distinguée dès l'origine pour les massifs et la fleur coupée.
Ce rosier supporte des hivers à -15° C. On peut l'admirer à la roseraie San Giovanni de Trieste. Elle est commercialisée dans quelques catalogues, car elle connaît un regain d'intérêt depuis le début du XXIe siècle.

## Descendance
ʽÉtoile de France’ a donné naissance à 'Eugène Boullet' (Pernet-Ducher, 1909) par croisement avec 'Laurent Carle' (Pernet-Ducher, 1907).